# Oblast Dagestan
De Oblast Dagestan (Russisch: Дагестан Область, Dagestan Oblast) was een oblast binnen het keizerrijk Rusland. Deze oblast bestond van 1803 tot 1919. De oblast ontstond uit het Perzische Kadjarenrijk en het ging op in de Bergrepubliek van de Noordelijke Kaukasus. Deze oblast grensde aan de oblast Terek, het gouvernement Tiflis en de okroeg Zakatali. De hoofdstad was Machatsjkala.